# Liam Foudy
Liam Foudy (* 4. Februar 2000 in Toronto, Ontario) ist ein kanadischer Eishockeyspieler, der seit Juli 2024 bei den New York Islanders aus der National Hockey League (NHL) unter Vertrag steht und parallel für deren Farmteam, die Bridgeport Islanders, in der American Hockey League zum Einsatz kommt. Zuvor war der Center vier Jahre in der Organisation der Columbus Blue Jackets aktiv, die ihn im NHL Entry Draft 2018 in der ersten Runde ausgewählt hatten. Mit der kanadischen Nationalmannschaft gewann Foudy bei der Weltmeisterschaft 2021 die Goldmedaille.

## Karriere
Liam Foudy wurde in Toronto geboren und spielte in seiner Jugend unter anderem für die Markham Majors, bevor er zur Saison 2016/17 zu den London Knights in die Ontario Hockey League (OHL) wechselte, die ranghöchste Juniorenliga seiner Heimatprovinz. Dort steigerte er seine Statistik in der Spielzeit 2017/18 auf 40 Scorerpunkte aus 65 Spielen, sodass er im NHL Entry Draft 2018 an 18. Position von den Columbus Blue Jackets ausgewählt wurde. Bei den Jackets unterzeichnete er noch im Juli 2018 einen Einstiegsvertrag, ehe er für zwei weitere Jahre in die OHL zurückkehrte. Dort verzeichnete er jeweils 68 Punkte, benötigte dafür jedoch in der Saison 2019/20 nur 45 Partien und führte die Knights zudem als Kapitän an.
Im Rahmen der Playoffs der American Hockey League (AHL) gab Foudy im April 2019 sein Profidebüt für die Cleveland Monsters, das Farmteam der Columbus Blue Jackets. Im Februar 2020 stand der Center auch erstmals in der National Hockey League (NHL) für die Blue Jackets auf dem Eis, bevor er dort im Rahmen der Stanley-Cup-Playoffs 2020 bereits regelmäßig zum Einsatz kam und sich im weiteren Verlauf in deren NHL-Aufgebot etablierte. Diesen Stammplatz verlor er jedoch in der Folge wieder, sodass er in der Saison 2021/22 überwiegend bei den Monsters in der AHL auf dem Eis stand, bevor ihm im Folgejahr erneut der Sprung zu den Blue Jackets gelang. Kurz nach dem Beginn der Saison 2023/24 wurde der Offensivspieler beim Versuch über den Waiver in die AHL geschickt zu werden, von dort von den Nashville Predators ausgewählt, die damit seinen laufenden Vertrag übernahmen. Nach einem Jahr in Nashville wechselte er im Juli 2024 als Free Agent zu den New York Islanders.

### International
Erste internationale Erfahrungen sammelte Foudy bei der World U-17 Hockey Challenge 2016, wo er mit dem Team Canada White den vierten Platz belegte. Es folgte der fünfte Rang bei der U18-Weltmeisterschaft 2018, bevor er mit der kanadischen U20-Nationalmannschaft an der U20-Weltmeisterschaft 2020 teilnahm und dort Junioren-Weltmeister wurde. Bei der Weltmeisterschaft 2021 kam der Angreifer zu seinem Debüt für die kanadische A-Nationalmannschaft und gewann mit dem Team prompt die Goldmedaille.

## Erfolge und Auszeichnungen
- 2018 Teilnahme am CHL Top Prospects Game
- 2020 Goldmedaille bei der U20-Weltmeisterschaft
- 2021 Goldmedaille bei der Weltmeisterschaft

## Karrierestatistik
Stand: Ende der Saison 2024/25

### International
Vertrat Kanada bei:
- World U-17 Hockey Challenge 2016
- U18-Weltmeisterschaft 2018
- U20-Weltmeisterschaft 2020
- Weltmeisterschaft 2021

(Legende zur Spielerstatistik: Sp oder GP = absolvierte Spiele; T oder G = erzielte Tore; V oder A = erzielte Assists; Pkt oder Pts = erzielte Scorerpunkte; SM oder PIM = erhaltene Strafminuten; +/− = Plus/Minus-Bilanz; PP = erzielte Überzahltore; SH = erzielte Unterzahltore; GW = erzielte Siegtore; 1 Play-downs/Relegation; Kursiv: Statistik nicht vollständig)

## Familie
Liam Foudy entstammt einer sportlichen Familie. Seine Mutter France Gareau gewann die Silbermedaille mit der 100-Meter-Staffel bei den Olympischen Sommerspielen 1984. Sein Vater Sean Foudy verbrachte derweil sechs Spielzeiten als Profi in der Canadian Football League (CFL). Sein Bruder Jean-Luc Foudy (* 2002) ist ebenfalls Eishockeyspieler und wurde im NHL Entry Draft 2020 an 75. Position von der Colorado Avalanche ausgewählt.